# ريتشارد بي. رايس
ريتشارد بي. رايس هو سياسي كندي، ولد في 1846، وتوفي في 1897.